# Interview (album)
Interview – ósmy album studyjny grupy Gentle Giant z 1976 roku. Nagrania dotarły do 137. miejsca listy Billboard 200 w USA.

## Lista utworów
Źródło. 
Wszystkie utwory skomponowali Kerry Minnear, Derek Shulman, Ray Shulman. (Copyright Clipchoice Ltd. & Moth Music, Inc.)
Strona A
| 1. | "Interview"    | 6:54  |
|    |                |       |
| 2. | "Give It Back" | 5:08  |
|    |                |       |
| 3. | "Design"       | 4:59  |
|    |                |       |
|    |                | 17:01 |
|    |                |       |
Strona B
| 1. | "Another Show"   | 3:29  |
|    |                  |       |
| 2. | "Empty City"     | 4:24  |
|    |                  |       |
| 3. | "Timing"         | 4:50  |
|    |                  |       |
| 4. | "I Lost My Head" | 6:58  |
|    |                  |       |
|    |                  | 19:41 |
|    |                  |       |
Bonus na zremasterowanym wydaniu
| 1. | "Interview (live)" | 6:31  |
|    |                    |       |
|    |                    | 06:31 |
|    |                    |       |

## Skład
Źródło.
- Gary Green – gitara, gitara akustyczna, gitara 12-strunowa, flet prosty, wokal wspomagający
- Kerry Minnear – instrumenty klawiszowe, śpiew, wokal wspomagający
- Derek Shulman – śpiew, saksofon altowy
- Ray Shulman – gitara basowa, skrzypce, wokal wspomagający
- John Weathers – perkusja, instrumenty perkusyjne, śpiew w utworze "Interview"
- Phil Sutcliffe – rozmówca